# كرمليت
كرمليت (بالعبرية: כַּרְמְלִית) هي وسيلة نقل عامة تحت الأرض والوحيدة في إسرائيل. وخلافًا للاعتقاد الشائع هو ليس مترو وإنما قطار جبلي مائل. هناك ما يماثله في العديد من المدن حول العالم مثل تونيل في إسطنبول، ومونتي سانتو في نابولي، وليكابيتوس في أثينا، وغيرها.
يربط الكرمليت ثلاث مناطق مركزية في حيفا، وهي: (المدينة التحتى، وحي هدار، ومركز الكرمل). للكرمليت مسار واحد يشمل ست محطات. تشغله شركة «كرمليت حيفا المحدودة». بدأت أعمال إنشائه في مايو 1956 وانتهت في مارس 1959.
أُغلق الكرمليت في عام 1986 لحاجته للصيانة وأُعيد فتحه في سبتمبر 1992 بعد تجديدات واسعة. وأُغلق مرة أُخرى في مارس وحتى يوليو 2015 بسبب خطأ تقني في الكابل. وأخيرًا أُغلق في فبراير 2017 لأعمال صيانة بعدما اندلع حريق، وأُعيد فتحه في أكتوبر 2018.

## النظام
سُمي قطار الكرمليت بهذا الاسم نسبةً إلى جبل الكرمل الذي يمرُّ القطارُ بداخلهِ. يتميز الكرمليت بتصميمه المائل المُدرّج حيث أن أرضية القطار والمحطات ليست مستوية بل تأخذ شكلًا مائلًا مُدرّجًا. يصل الفرق في الارتفاع بين المحطتين النهائيتين العلوية (مركز الكرمل) والسفلية (البلدة التحتى) نحو 274 مترًا (899 قدم). الكرمليت هو واحد من أصغر أنظمة القطارات في العالم، بوُجود 4 مقطورات تعمل بشكلٍ زوجي تُشكّل ما بينها ما أشبه بالقطارين، و6 محطات، ونفق واحد بطول 1.8 كم (1.1 ميل). يعملُ القطاران على مسارٍ فرديٍ واحد لكن مع وُجود حلقة تمرير (بالإنجليزية: Passing loop) في الوسط تسمحُ للقطارين باجتياز بعضهما. تتحرك مقطورات الكرمليت على سكة حديدية قياسية باستخدام عجلات فولاذية مماثلة لتلك المستخدمة في القطارات العادية، لكن على عكس القطارات العادية لا يوجد مُحرك في مقطورات الكرمليت، بل هناك مُحرك في المحطة الرئيسية العلوية في مركز الكرمل. حيث يتم سحب المقطورات بواسطة كابل يمتد من مبنى المحطة الرئيسية العلوية، وحينما يكون زوج من المقطورات في حالة صعود يكون الآخر في حالة هبوط في الوقت ذاته. كما يُساعد وزن المقطورات الهابطة تلك الصاعدة في تحريكها للأعلى. التقنية المستخدمة في النظام تفرض أن تكون المحطات بعددٍ زوجيٍّ وعلى مسافاتٍ متساوية تقريبًا. وهذا يعني أن بعض المحطات لا تقع بالقرب من المراكز الرئيسية بل وُجدت لأسبابٍ تقنية.

## التاريخ
كانت تُخطط سلطات الانتداب البريطاني بربط المدينة التحتى في حيفا بجبل الكرمل عن طريق سكةٍ حديدية. إلا أن الإجراءات الرسمية بهذا الخصوص بدأت في عام 1955 -بعد قيام دولة إسرائيل- بإشراف رئيس بلدية حيفا آنذاك آبا حوشي. قامت الشركة الفرنسية «Compagnie Dunkerquoise d'Entreprises» بوضعِ خُطةٍ مُفصلةٍ لنظام قطار جبلي مائل، وقدمت قرضًا سخيًا لجُزءٍ كبيرٍ من المشروع، وتم توقيع اتفاقية في عام 1956. وقد نفذت الشركة الإسرائيلية «سوليل بونيه» أعمال الإنشاء بوتيرة ثلاثة أمتار في اليوم، بخلاف القسم الصعب جيولوجيًا، حيث تم تحقيق سرعة 1.5 متر في اليوم. تم الافتتاح في عام 1959، بحضور رئيس الوزراء الإسرائيلي ديفيد بن غوريون ووزير النقل الفرنسي «روبرت بورون» وغيرهم.

### الإغلاق
أُغلق الكرمليت لأول مرة في 19 ديسمبر 1986 بعد 27 عامًا متتاليًا من الخدمة، ليشهد بعدها عملية تجديد هامة. بدأت أعمال الترميم والتجديد في 29 أكتوبر 1990 بعد عدة تأخيرات ومحاولات فاشلة. وفي عام 1991 نُقلت المقطورات القديمة إلى مُستودع خُردة قرب «كفار مساريك» بعدما تم عرضها على متحف قطارات إسرائيل وهُناك تم رفضها بسبب ارتفاع تكاليف نقلها. أُعيد فتح الكرمليت للعامة في أوائل سبتمبر 1992.
في مارس 2015 أُغلق الكرمليت مُجددًا بسبب خطأ تقني في الكابل، وأُعيد فتحه في يوليو 2015. وبعدها تم تركيب آلات جديدة للتذاكر لاستيعاب نظام التذاكر «راڤ كاڤ».
في يوم السبت، 4 فبراير 2017، اندلع حريق في محطة ساحة باريس بعد انتهاء ساعات العمل. وقد تضرر واحد من القطارين بشدة، فضلًا عن أجزاءٍ من النفق. ونتيجة هذا الحدث أُغلق الكرمليت وخضع لتطويرٍ شمل استبدال القطارين بِآخَرَيْن من صُنعِ شركةٍ سويسرية، ومركز تحكم جديد، وتجديد كبير للأنظمة والبنية التحتية. إلى أن أُعيد افتتاحه في أكتوبر 2018.

### اليوم
لا يخدم الكرمليت اليوم سوى جزء صغير من حيفا بامتلاكه عدد قليل من المحطات التي يتوقف بها حيث كانت هذه وقت إنشائه مركزًا مهمًا للسكان والأعمال التجارية آنذاك. في الوقت الحاضر، الغالبية العظمى من سكان حيفا لا يعيشون قرب أي من هذه المحطات، مما يجعل استخدامه قليلًا جدًا. كانت هناك محادثات حول توسيع مسار الكرمليت ليشمل مناطقًا ومراكزًا سكنية أخرى، إلا أنه لم يحدث هذا الأمر، في المقام الأول لأسباب مالية. تعتبر حافلات شركة إيجد للمواصلات العامة؛ نظام النقل العام الأكثر شيوعًا واستخدامًا في حيفا، نظرًا لمسار الحافلات الذي يغطي معظم أجزاء المدينة.
في عام 2005 نُشر تقريرًا عن انخفاض استخدام الكرمليت. ووفقًا لهذا التقرير كان يستخدم الكرمليت حوالي 2,000 راكبًا يوميًا. الأمر الذي جعله لا يحقق أي أرباح منذ إعادة فتحه في عام 1992. وقد بلغت الخسائر المتراكمة بين الأعوام 1992 و2003 أكثر من 191 مليون شيكل جديد.
يُعتبر الكرمليت القطار الوحيد الذي يعمل تحت الأرض في إسرائيل. وفي الوقت الحاضر جاري أعمال إنشاء القطار الخفيف في تل أبيب والذي سيكون جزء كبير منه تحت الأرض. في أواخر عام 2013 بدأ عمل نوع جديد من المواصلات العامة في حيفا وهي حافلات سريعة التردد التي تملك مسارات مخصصة لها، ويُطلق محليًا عليها اسم «مترونيت»، والتي تتوقف في محطاتها عند بعض محطات الكرمليت. حيث كان من المأمول أن هذا سيزيد من ركوب الكرمليت.
منذ 31 أكتوبر 2010 أصبح من الممكن اصطحاب الدراجات الهوائية في الكرمليت دون أي تكلفة إضافية.

## المحطات
تعتبر محطات الكرمليت صغيرة وعملية. يتم شراء التذاكر من خلال أجهزة آلية ويتم استخدامها والتحقق من صحتها عند مدخل الأرصفة. صممت جميع المحطات بنفس الشكل. تظهر أسماء المحطات على لافتات بثلاثة لغات هي العبرية والعربية والإنجليزية.
| المحطة                                 | المحطة | المحطة | المكان | الارتفاع (عن سطح البحر) | الوصول (بالمواصلات العامة) |
| -------------------------------------- | ------ | ------ | --- | ----------------------- | --- |
| مركز الكرمل (بالعبرية: מרכז הכרמל)     |        |        | قُرب حديقة الحيوانات في حديقة الأم وعلى مقربةٍ من أبراج بانوراما في مركز الكرمل 32°48′17″N 34°59′16″E / 32.80472°N 34.98778°E | 287 م                   | حافلات إيغد: 3، 28، 30، 31، 32، 33، 33א، 34، 37، 37א، 51، 51א، 131، 132، 133، 136، 236 خطوط السبت: 23، 23א، 35 خطوط ليلية: 193، 200، 205، 208                      |
| غولومب (بالعبرية: גולומב)              |        |        | شارع غولومب، قُرب مركز بني صهيون الطبي في هدار الكرمل 32°48′26″N 34°59′26″E / 32.80722°N 34.99056°E                          | 194 م                   | حافلات إيغد: 12، 21، 28، 37، 37א، 76، 131، 132، 133 خطوط ليلية: 205، 208                                                                                           |
| مسادا (بالعبرية: מסדה)                 |        |        | شارع مسادا 29 في هدار الكرمل 32°48′34″N 34°59′31″E / 32.80944°N 34.99194°E                                                  | 118 م                   | حافلة إيغد: 41 |
| هنفيئيم (الأنبياء) (بالعبرية: הנביאים) |        |        | شارع هنفيئيم 22 في هدار الكرمل 32°48′46″N 34°59′42″E / 32.81278°N 34.99500°E                                                | 70 م                    | حافلات إيغد: 6، 12، 25، 28، 37، 37א، 40، 40א، 41، 42، 42א، 110، 111، 115، 148 مترونيت: 3، 5 خطوط السبت: 23، 23א خطوط ليلية: 200، 205، 208                          |
| الهدار-البلدية (بالعبرية: הדר-עירייה)  |        |        | قُرب برج هنفيئيم، عند تقاطع شوارع هنفيئيم، وخوري، وحسن شكري في هدار الكرمل 32°48′53″N 34°59′50″E / 32.81472°N 34.99722°E     | 63 م                    | حافلات إيغد: 3، 6، 10، 13، 16، 18، 19، 24، 36، 36א، 112 خطوط السبت: 14، 14א، 245                                                                                   |
| المدينة التحتى (بالعبرية: עיר תחתית)   |        |        | عند شارع همغينيم بجانب شارع باليام في المدينة التحتى 32°49′02″N 35°00′00″E / 32.81722°N 35.00000°E                          | 12 م                    | مترونيت: 1، 2، 5א محطة قطار: مركاز هشموناه (700م) ميناء حيفا حافلات إيغد في المنطقة: 3، 16، 17، 18، 19א، 24، 36، 36א، 112 خطوط السبت: 14، 14א، 245 خطوط ليلية: 200 |

## ساعات العمل

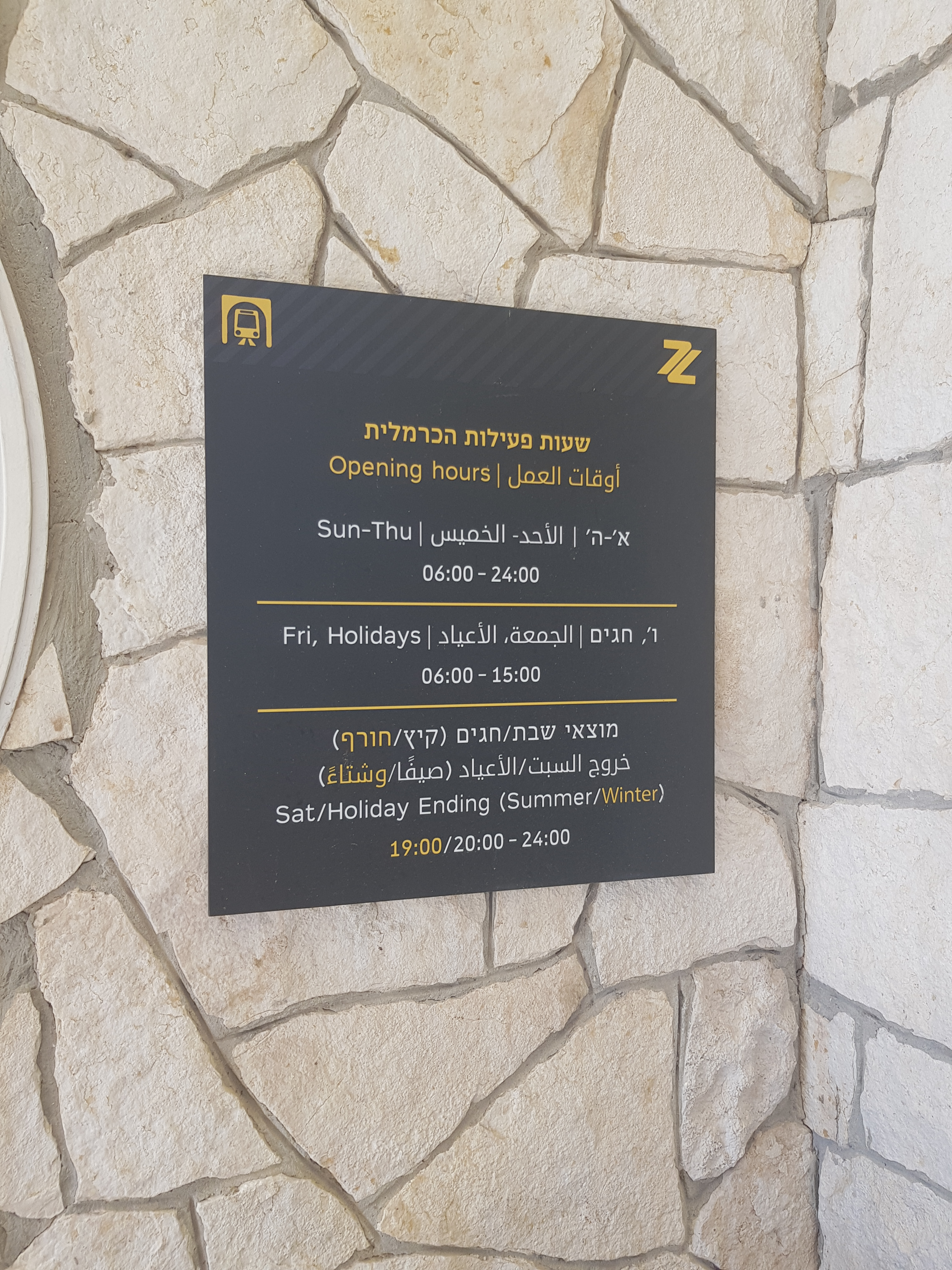
لافتة تُشير إلى ساعات العمل.

يعمل الكرمليت طوال أيام الأسبوع لكن في ساعات مختلفة.
| الأيام               | ساعات العمل                           |
| -------------------- | ------------------------------------- |
| من الأحد إلى الخميس  | 06:00–24:00                           |
| الجمعة وعشية الأعياد | 06:00–15:00                           |
| السبت                | 19:00–24:00 (شتاءً) 20:00–24:00 (صيفًا) |

من الأحد إلى الخميس يعمل الكرمليت من الساعة 6 صباحًا حتى الساعة 12 ليلًا.
وفي يوم الجمعة وعشية الأعياد يعمل من الساعة 6 صباحًا حتى الساعة 3 عصرًا.
وفي يوم السبت والأعياد يعمل من الساعة 7 مساءً حتى الساعة 12 ليلًا في الشتاء، ومن الساعة 8 مساءً حتى الساعة 12 ليلًا في الصيف.
وفي عشية عيد الغفران يعمل من الساعة 6 صباحًا حتى الساعة 1 ظهرًا.
وفي يوم الغفران يعمل من الساعة 9 مساءً حتى الساعة 12 ليلًا.
وفي عشية عيد الفصح يعمل من الساعة 6 صباحًا حتى الساعة 2 ظهرًا.

## معرض الصور

ركاب ينتظرون في محطة حديقة الأم عام 1962
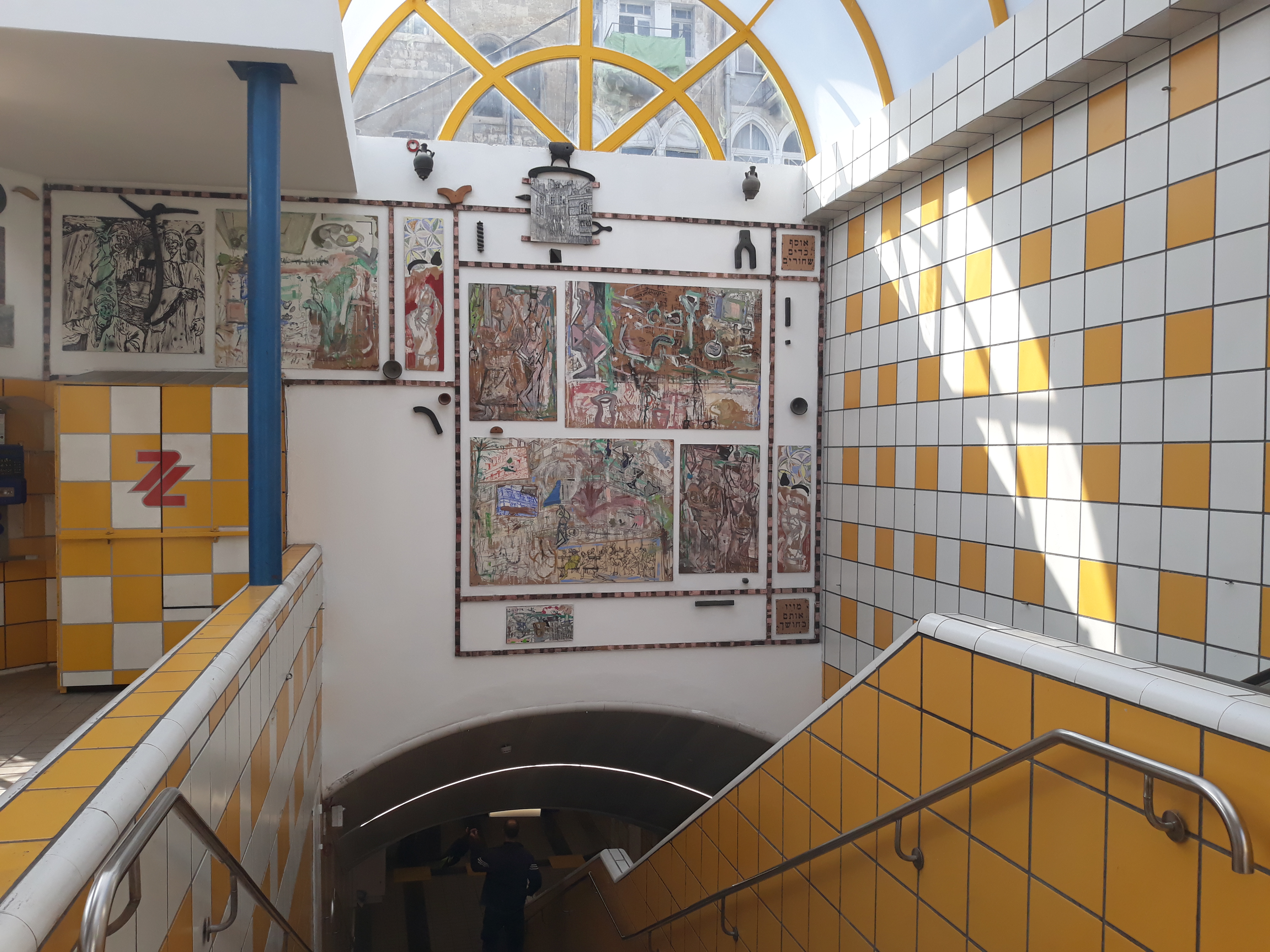
لوحة جدارية في مدخل محطة ساحة باريس في المدينة التحتى
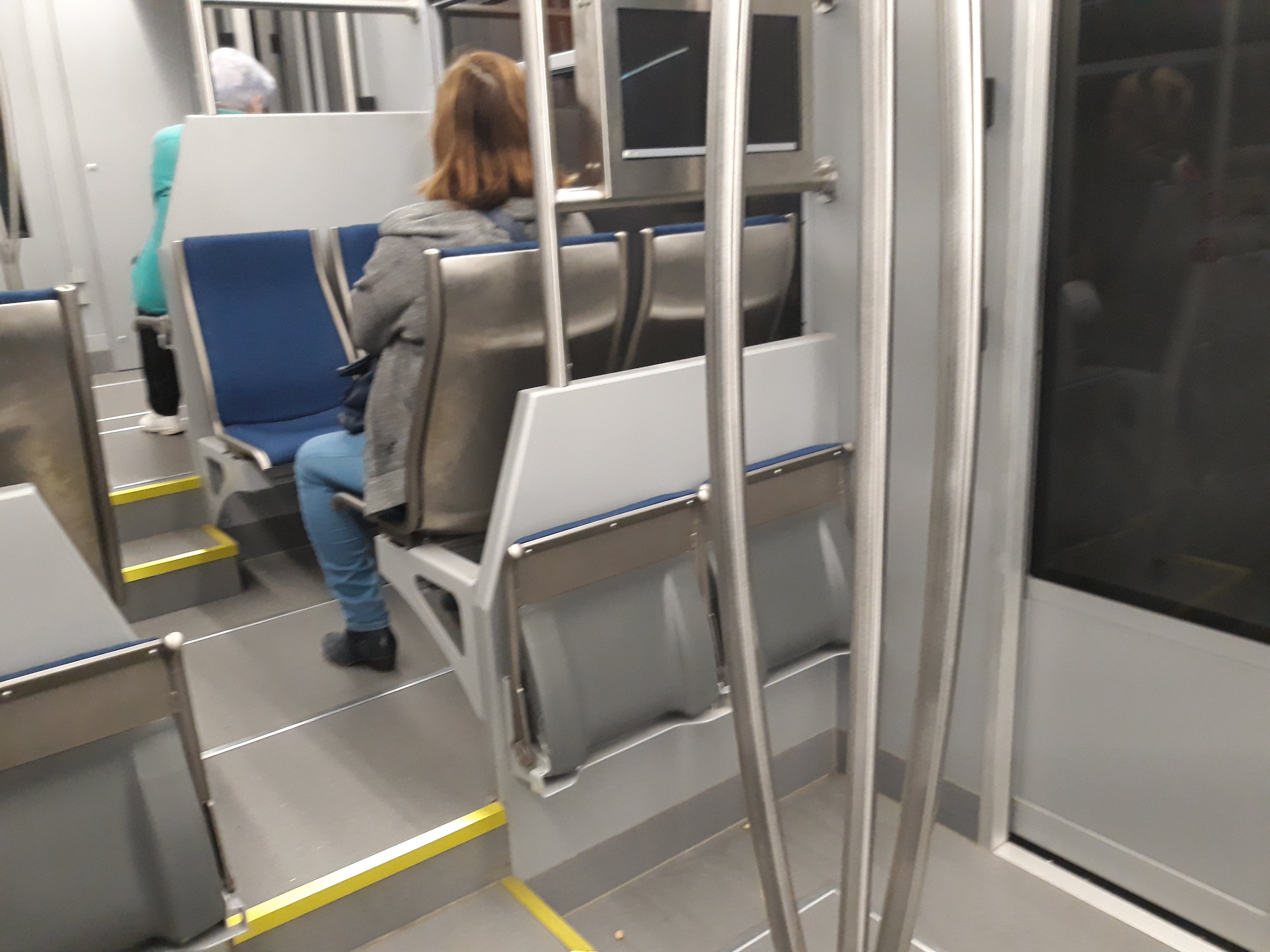
الكرمليت من الداخل
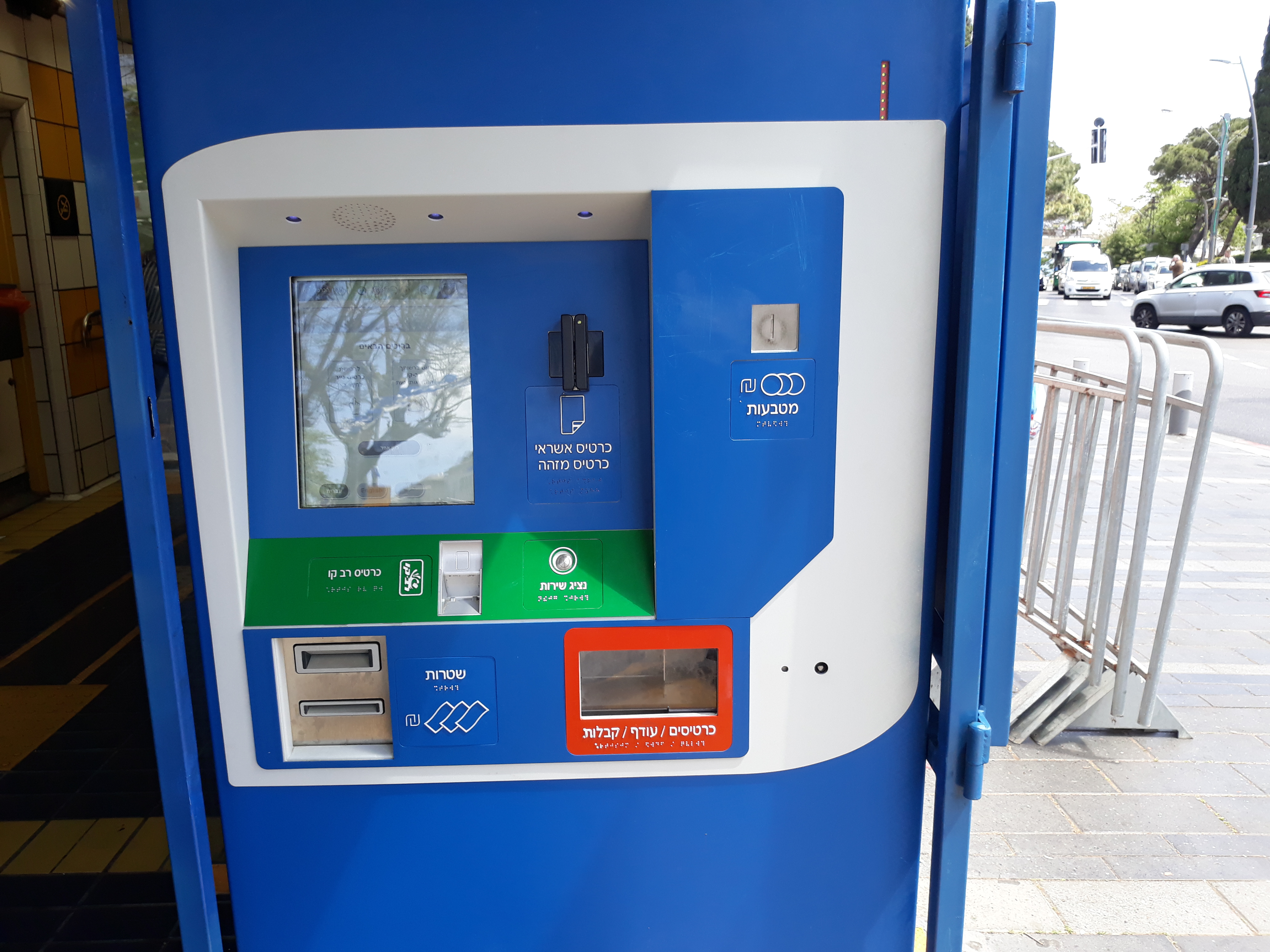
آلة تذاكر جديدة
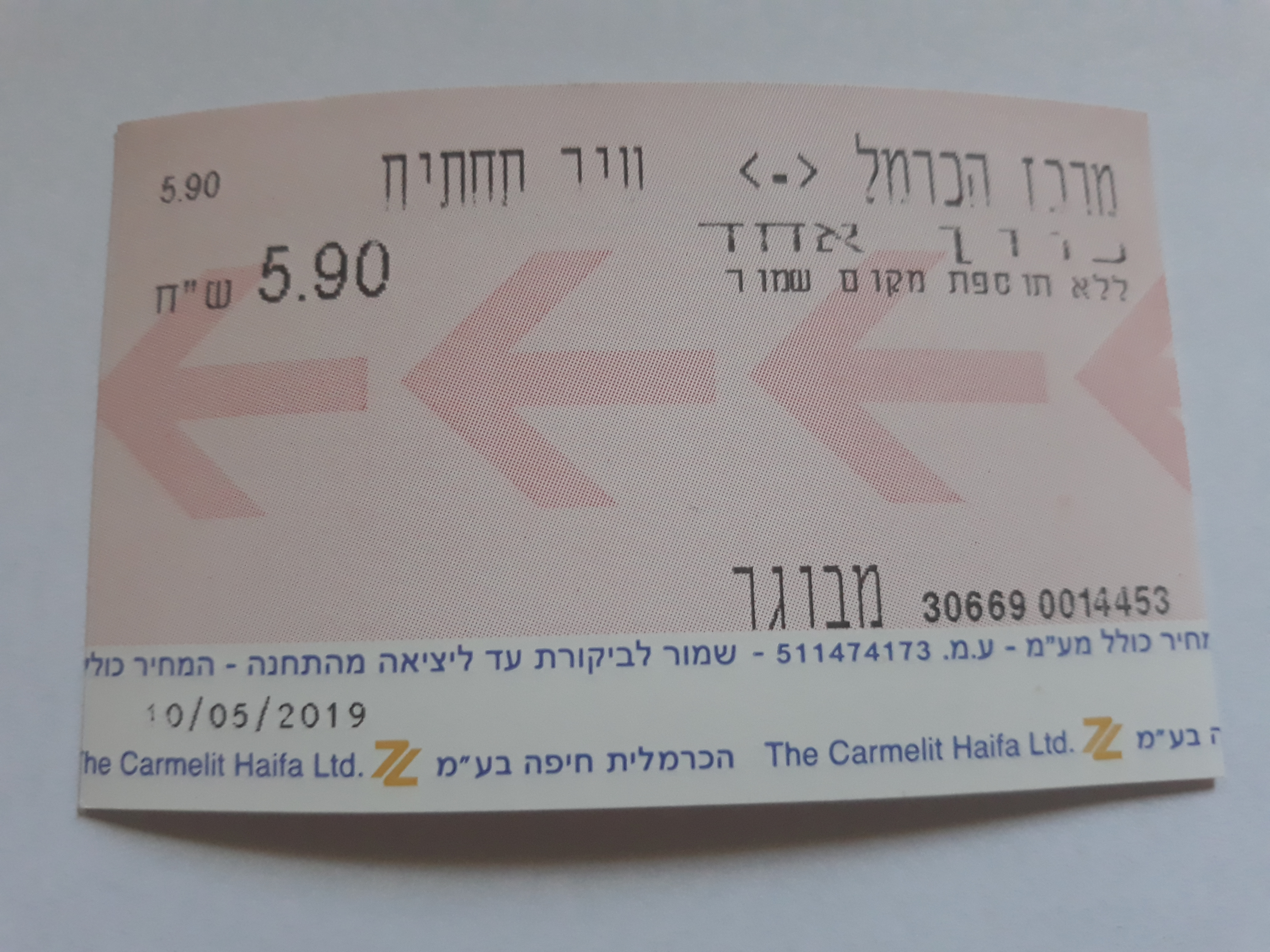
مثال على تذكرة اتجاه واحد، ثمنها 6 شواكل
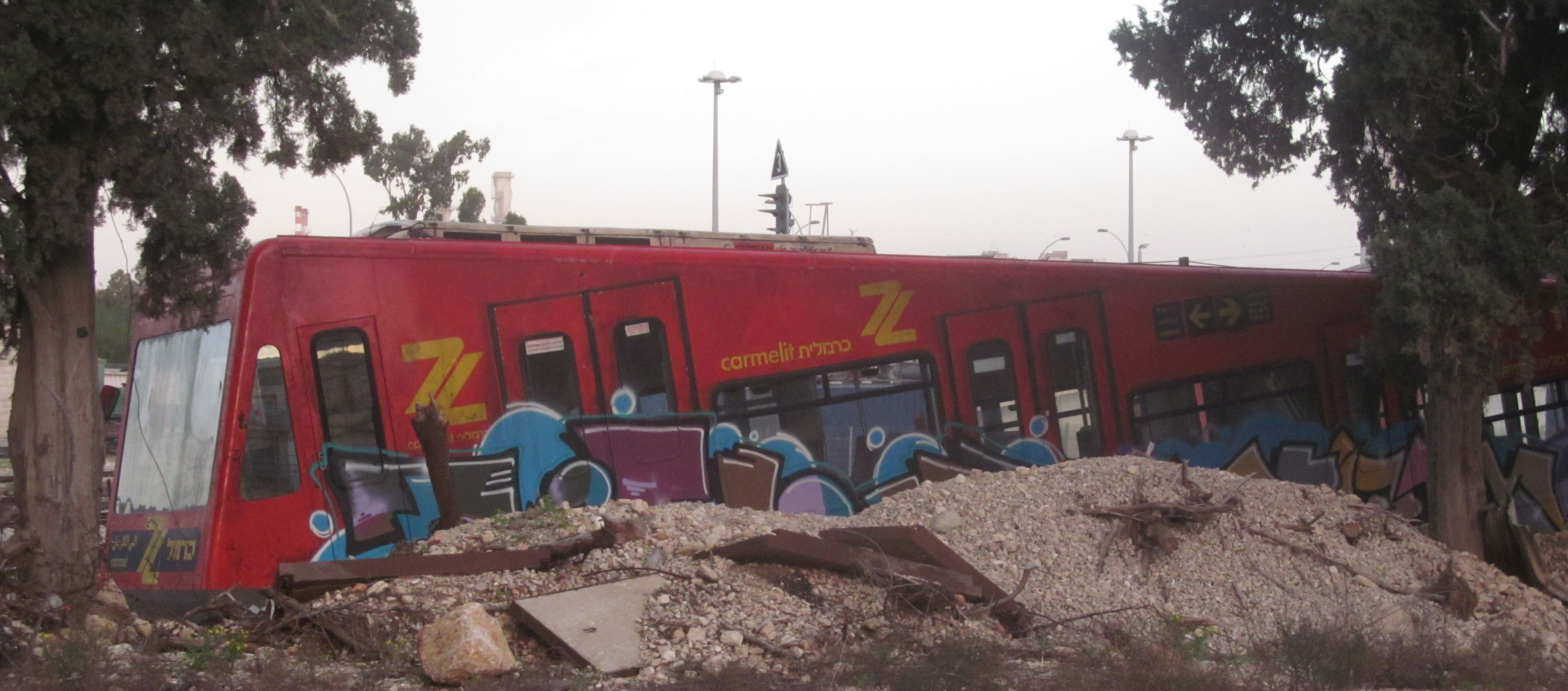
مقطورة قديمة مخزنة في محطة السكك الحديدية حيفا الشرق
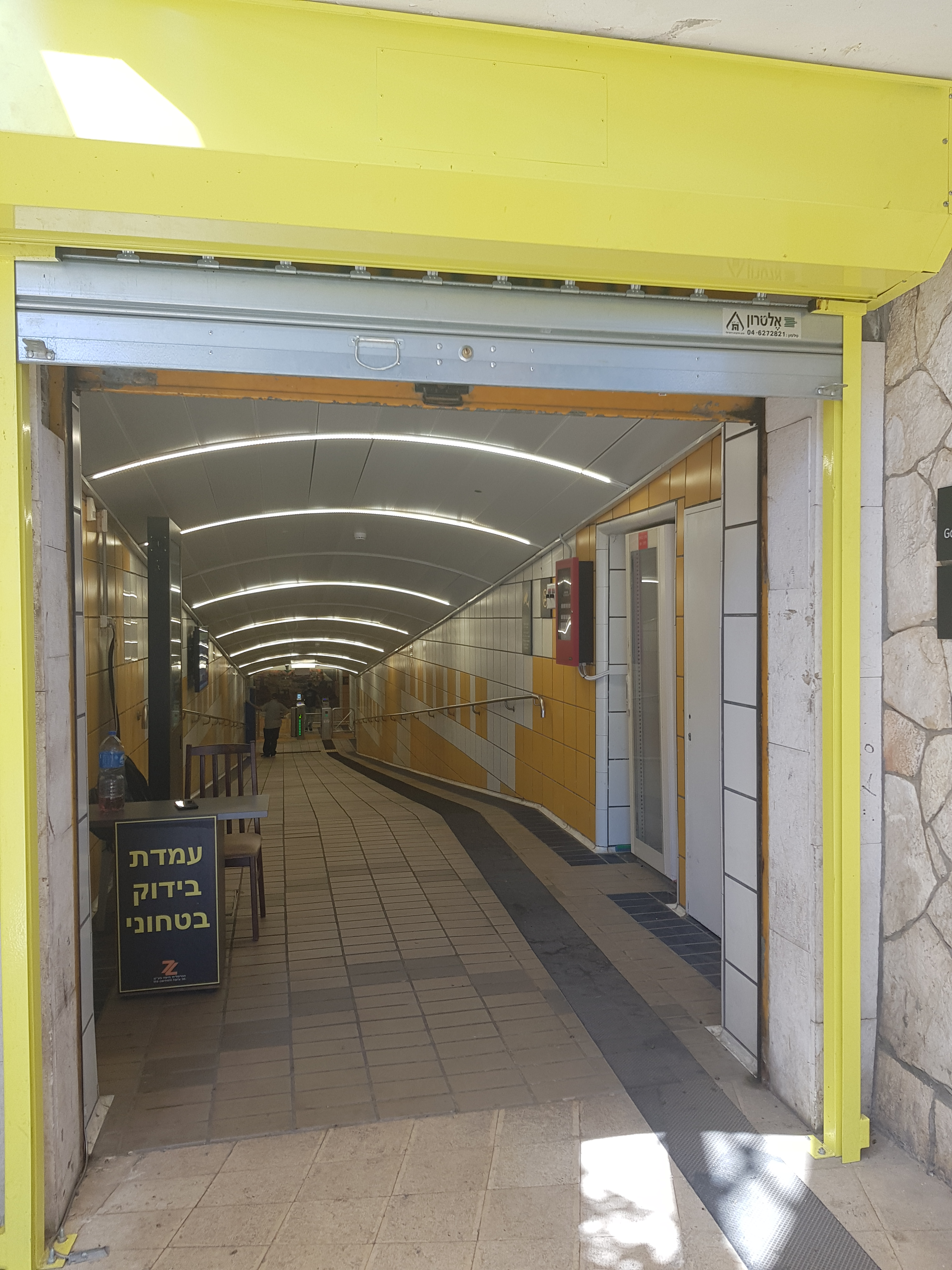
مدخل محطة غولومب، 25 يونيو 2019